# Sutton (Suffolk)
Sutton is een civil parish in het bestuurlijke gebied Suffolk Coastal, in het Engelse graafschap Suffolk. In 2001 telde het dorp 1135 inwoners.